# Evolução dos recordes mundiais de lançamento do martelo
Esta é a lista que demonstra a evolução dos recordes mundiais, masculino e feminino, de lançamento do martelo, na categoria de seniores.

## Homens
| Marca   | Nome               | País               | Data                   | Local               |
| ------- | ------------------ | ------------------ | ---------------------- | ------------------- |
| 86,74 m | Yuriy Sedykh       | União Soviética    | 30 de agosto de 1986   | Estugarda           |
| 86,66 m | Yuriy Sedykh       | União Soviética    | 22 de junho de 1986    | Tallinn             |
| 86,34 m | Yuriy Sedykh       | União Soviética    | 3 de julho de 1984     | Cork                |
| 84,14 m | Sergey Litvinov    | União Soviética    | 21 de junho de 1983    | Moscovo             |
| 83,98 m | Sergey Litvinov    | União Soviética    | 4 de junho de 1982     | Moscovo             |
| 81,80 m | Yuriy Sedykh       | União Soviética    | 31 de julho de 1980    | Moscovo             |
| 81,66 m | Sergey Litvinov    | União Soviética    | 24 de maio de 1980     | Sochi               |
| 80,64 m | Yuriy Sedykh       | União Soviética    | 16 de maio de 1980     | Leselidse, Abecásia |
| 80,46 m | Jüri Tamm          | União Soviética    | 16 de maio de 1980     | Leselidse, Abecásia |
| 80,38 m | Yuriy Sedykh       | União Soviética    | 16 de maio de 1980     | Leselidse, Abecásia |
| 80,32 m | Karl-Hans Riehm    | Alemanha Ocidental | 6 de agosto de 1978    | Heidenheim          |
| 80,14 m | Boris Zaychuk      | União Soviética    | 9 de julho de 1978     | Moscovo             |
| 79,30 m | Walter Schmidt     | Alemanha Ocidental | 14 de agosto de 1975   | Frankfurt           |
| 78,50 m | Karl-Hans Riehm    | Alemanha Ocidental | 19 de maio de 1975     | Rehlingen           |
| 77,76 m | Karl-Hans Riehm    | Alemanha Ocidental | 19 de maio de 1975     | Rehlingen           |
| 76,70 m | Karl-Hans Riehm    | Alemanha Ocidental | 19 de maio de 1975     | Rehlingen           |
| 76,66 m | Alexey Spiridonov  | União Soviética    | 11 de setembro de 1974 | Munique             |
| 76,60 m | Reinhard Theimer   | Alemanha Oriental  | 4 de julho de 1974     | Leipzig             |
| 76,40 m | Walter Schmidt     | Alemanha Ocidental | 4 de setembro de 1971  | Lahr                |
| 75,48 m | Anatoly Bondarchuk | União Soviética    | 12 de outubro de 1969  | Rivne               |
| 74,68 m | Anatoly Bondarchuk | União Soviética    | 20 de outubro de 1969  | Atenas              |
| 74,52 m | Romuald Klim       | União Soviética    | 15 de junho de 1968    | Budapeste           |
| 73,76 m | Gyula Zsivótzky    | Hungria            | 14 de setembro de 1968 | Budapeste           |
| 73,74 m | Gyula Zsivótzky    | Hungria            | 4 de setembro de 1965  | Debrecen            |
| 71,26 m | Harold Connolly    | Estados Unidos     | 29 de maio de 1965     | Walnut              |
| 71,06 m | Harold Connolly    | Estados Unidos     | 21 de julho de 1965    | Ceres               |
| 70,67 m | Harold Connolly    | Estados Unidos     | 12 de agosto de 1962   | Palo Alto           |
| 70,33 m | Harold Connolly    | Estados Unidos     | 20 de junho de 1960    | Walnut              |
| 68,68 m | Harold Connolly    | Estados Unidos     | 2 de novembro de 1958  | Los Angeles         |
| 68,54 m | Harold Connolly    | Estados Unidos     | 2 de novembro de 1956  | Los Angeles         |
| 67,32 m | Mikhail Krivonosov | União Soviética    | 22 de outubro de 1956  | Tasquente           |
| 66,85 m | Mikhail Krivonosov | União Soviética    | 22 de outubro de 1956  | Tasquente           |
| 66,71 m | Harold Connolly    | Estados Unidos     | 3 de outubro de 1956   | Boston              |
| 66,38 m | Mikhail Krivonosov | União Soviética    | 8 de julho de 1956     | Minsque             |
| 65,95 m | Clifford Blair     | Estados Unidos     | 5 de julho de 1956     | Needham             |
| 65,85 m | Mikhail Krivonosov | União Soviética    | 25 de abril de 1956    | Naltchik            |
| 64,52 m | Mikhail Krivonosov | União Soviética    | 19 de setembro de 1955 | Belgrado            |
| 64,33 m | Mikhail Krivonosov | União Soviética    | 4 de agosto de 1955    | Varsóvia            |
| 64,05 m | Stanislav Nenachev | União Soviética    | 12 de dezembro de 1954 | Baku                |
| 63,34 m | Mikhail Krivonosov | União Soviética    | 29 de agosto de 1954   | Berna               |
| 62,36 m | Sverre Strandli    | Noruega            | 5 de setembro de 1953  | Oslo                |
| 61,25 m | Sverre Strandli    | Noruega            | 14 de setembro de 1952 | Oslo                |
| 60,34 m | Jozsef Csermak     | Hungria            | 14 de julho de 1952    | Helsínquia          |
| 59,88 m | Imre Nemeth        | Hungria            | 19 de maio de 1950     | Budapeste           |
| 59,57 m | Imre Nemeth        | Hungria            | 4 de setembro de 1949  | Katowice            |
| 59,02 m | Imre Nemeth        | Hungria            | 14 de julho de 1948    | Tata                |
| 59,00 m | Erwin Blask        | GER Alemanha       | 27 de agosto de 1938   | Estocolmo           |
| 58,24 m | Karl Hein          | GER Alemanha       | 21 de agosto de 1938   | Osnabrück           |
| 58,13 m | Erwin Blask        | GER Alemanha       | 7 de agosto de 1938    | Berlim              |
| 57,77 m | Pat Ryan           | Estados Unidos     | 17 de agosto de 1913   | Nova Iorque         |

### Mulheres
| Marca   | Nome             | País    | Data                    | Local            |
| ------- | ---------------- | ------- | ----------------------- | ---------------- |
| 82.29 m | Anita Włodarczyk | Polónia | 15 de Agosto de 2016    | Rio 2016         |
| 78,30 m | Anita Włodarczyk | Polónia | 6 de junho de 2010      | Bydgoszcz        |
| 77,96 m | Anita Włodarczyk | Polónia | 22 de agosto de 2009    | Berlim           |
| 77,80 m | Tatyana Lysenko  | Rússia  | 15 de agosto de 2006    | Tallinn          |
| 77,41 m | Tatyana Lysenko  | Rússia  | 24 de junho de 2006     | Jukovsky         |
| 76,07 m | Michela Melinte  | Roménia | 29 de agosto de 1999    | Rüdlingen        |
| 75,97 m | Michela Melinte  | Roménia | 13 de maio de 1999      | Clermont-Ferrand |
| 75,29 m | Michela Melinte  | Roménia | 13 de maio de 1999      | Clermont-Ferrand |
| 73,80 m | Olga Kuzenkova   | Rússia  | 15 de maio de 1998      | Togliatti        |
| 73,10 m | Olga Kuzenkova   | Rússia  | 22 de junho de 1997     | Munique          |
| 70,78 m | Olga Kuzenkova   | Rússia  | 11 de junho de 1997     | Smolensk         |
| 69,58 m | Michela Melinte  | Roménia | 3 de março de 1997      | Bucareste        |
| 69,46 m | Olga Kuzenkova   | Rússia  | 17 de fevereiro de 1996 | Sydney           |
| 68,16 m | Olga Kuzenkova   | Rússia  | 18 de junho de 1995     | Moscovo          |
| 68,14 m | Olga Kuzenkova   | Rússia  | 5 de junho de 1995      | Moscovo          |
| 66,86 m | Michela Melinte  | Roménia | 4 de março de 1995      | Bucareste        |